# Lekkoatletyka na Letnich Igrzyskach Olimpijskich 1992 – bieg na 3000 m kobiet
Bieg na 3000 metrów kobiet podczas XXV Letnich Igrzysk Olimpijskich w Barcelonie rozegrano 31 lipca (eliminacje) i 2 sierpnia 1992 (finał) na Estadi Olímpic de Montjuïc. Zwyciężczynią została reprezentantka Wspólnoty Niepodległych Państw Jelena Romanowa. Konkurencja ta została rozegrana po raz ostatni na igrzyskach olimpijskich. Od 1996 biegaczki rywalizują na dystansie 5000 metrów.

## Rekordy

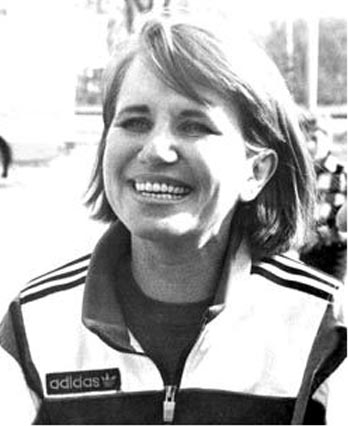
Jelena Romanowa

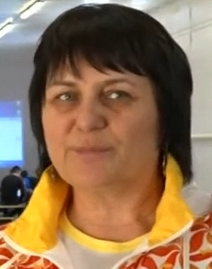
Tetiana Dorowśkych

|                   | Zawodniczka       | Narodowość | Czas    | Data                  | Miejsce   |
| ----------------- | ----------------- | ---------- | ------- | --------------------- | --------- |
| Rekord świata     | Tatjana Kazankina | ZSRR       | 8:22,62 | 26 sierpnia 1984(dts) | Leningrad |
| Rekord olimpijski | Tetiana Samolenko | ZSRR       | 8:26,53 | 25 września 1988(dts) | Seul      |

## Wyniki
| Poz. - pozycja |
| – rekord świata \| – rekord krajowy \| – rekord życiowy \| = – wyrównany rekord życiowy \| · – najlepszy wynik w sezonie \| = – wyrównany najlepszy wynik w sezonie \| – rekord olimpijski |
| Fn – falstart \| DNF – nie ukończyła \| DNS – nie wystartowała \| DSQ – zdyskwalifikowana                                                                                                  |

### Eliminacje
Rozegrano trzy biegi eliminacyjne. Do finały awansowały po trzy najlepsze zawodniczki z każdego biegu (Q) oraz trzy z najlepszymi czasami spośród pozostałych (q).

#### Bieg 1
| Poz. | Zawodniczka      | Narodowość        | Rezultat | Uwagi |
| ---- | ---------------- | ----------------- | -------- | ----- |
| 1    | Jelena Kopytowa  | WNP               | 8:47,21  | Q     |
| 2    | Margareta Keszeg | Rumunia           | 8:47,24  | Q     |
| 3    | PattiSue Plumer  | Stany Zjednoczone | 8:47,58  | Q     |
| 4    | Lisa York        | Wielka Brytania   | 8:47,71  |       |
| 5    | Robyn Meagher    | Kanada            | 8:49,72  |       |
| 6    | Gitte Karlshøj   | Dania             | 8:54,05  |       |
| 7    | Estela Estévez   | Hiszpania         | 8:55,70  |       |
| 8    | Jane Ngotho      | Kenia             | 9:00,96  |       |
| 9    | Zola Pieterse    | Południowa Afryka | 9:07,10  |       |
| 10   | Ana Isabel Elias | Angola            | 9:58,82  |       |
| –    | Sandra Cortez    | Boliwia           | DNS      |       |

#### Bieg 2
| Poz. | Zawodniczka         | Narodowość        | Rezultat | Uwagi |
| ---- | ------------------- | ----------------- | -------- | ----- |
| 1    | Marie-Pierre Duros  | Francja           | 8:42,32  | Q     |
| 2    | Tetiana Dorowśkych  | WNP               | 8:42,45  | Q     |
| 3    | Angela Chalmers     | Kanada            | 8:42,85  | Q     |
| 4    | Alison Wyeth        | Wielka Brytania   | 8:43,93  | q     |
| 5    | Roberta Brunet      | Włochy            | 8:44,21  | q     |
| 6    | Shelly Steely       | Stany Zjednoczone | 8:44,22  | q     |
| 7    | Esther Kiplagat     | Kenia             | 8:44,97  |       |
| 8    | Catherina McKiernan | Irlandia          | 8:57,91  |       |
| 9    | Fernanda Ribeiro    | Portugalia        | 9:07,59  |       |
| 10   | Inmaculle Naberaho  | Rwanda            | 10:02,62 |       |
| 11   | Rosemary Turare     | Papua-Nowa Gwinea | 11:15,18 |       |

#### Bieg 3
| Poz. | Zawodniczka            | Narodowość           | Rezultat | Uwagi |
| ---- | ---------------------- | -------------------- | -------- | ----- |
| 1    | Sonia O’Sullivan       | Irlandia             | 8:50,08  | Q     |
| 2    | Yvonne Murray          | Wielka Brytania      | 8:51,16  | Q     |
| 3    | Jelena Romanowa        | WNP                  | 8:51,18  | Q     |
| 4    | Annette Peters         | Stany Zjednoczone    | 8:52,77  |       |
| 5    | Zohra Graziani-Koullou | Francja              | 8:55,21  |       |
| 6    | Päivi Tikkanen         | Finlandia            | 8:59,60  |       |
| 7    | Krishna Stanton        | Australia            | 9:00,62  |       |
| 8    | Pauline Konga          | Kenia                | 9:02,79  |       |
| 9    | Leah Pells             | Kanada               | 9:13,19  |       |
| 10   | Khin Khin Htwe         | Mjanma               | 9:31,70  |       |
| 11   | Janeth Caizalitín      | Ekwador              | 9:32,29  |       |
| 12   | Mirsada Burić          | Bośnia i Hercegowina | 10:03,34 |       |

### Finał
| Poz. | Zawodniczka        | Narodowość        | Rezultat |
| ---- | ------------------ | ----------------- | -------- |
| 1    | Jelena Romanowa    | WNP               | 8:46,04  |
| 2    | Tetiana Dorowśkych | WNP               | 8:46,85  |
| 3    | Angela Chalmers    | Kanada            | 8:47,22  |
| 4    | Sonia O’Sullivan   | Irlandia          | 8:47,41  |
| 5    | PattiSue Plumer    | Stany Zjednoczone | 8:48,29  |
| 6    | Jelena Kopytowa    | WNP               | 8:49,55  |
| 7    | Shelly Steely      | Stany Zjednoczone | 8:52,67  |
| 8    | Yvonne Murray      | Wielka Brytania   | 8:55,85  |
| 9    | Alison Wyeth       | Wielka Brytania   | 9:00,23  |
| 10   | Roberta Brunet     | Włochy            | 9:01,26  |
| 11   | Margareta Keszeg   | Rumunia           | 9:03,16  |
| –    | Marie-Pierre Duros | Francja           | DNF      |